# 大貫晋一
大貫 晋一（おおぬき しんいち、1994年2月3日 - ）は、神奈川県横浜市青葉区出身のプロ野球選手（投手）。右投右打。横浜DeNAベイスターズ所属。

## 経歴

### プロ入り前
神奈川県横浜市出身。横浜市立奈良小学校、横浜市立奈良中学校卒。小学校3年生の時に野球を始める。中学時代は、硬式野球の横浜青葉シニアに所属していた。シニア時代はチームの出場メンバーに入ることができないこともあったという。
中学卒業後は地元を離れ、静岡県の桐陽高等学校に進学。在学中に右肘痛を発症したが、3年時の夏にはエースとしてチームを18年ぶりの静岡大会ベスト8に導いた。ただ、甲子園出場はならなかった。なお、森川夕貴（テレビ朝日アナウンサー）は高校の同級生である。
日本体育大学時代は、2年時の2013年春にリーグ戦でベストナインを獲得ものの、同年11月に高校時代の右肘痛が再発したためトミー・ジョン手術を受けた。その後、1年半のリハビリを経て、4年時に復帰。大学卒業後は社会人の新日鐵住金鹿島に進んだ。
新日鐵住金鹿島では2017年の都市対抗野球北関東予選で好投。後述のドラフト指名後に臨んだ社会人野球日本選手権大会では1回戦で1失点完投し、チームとしての大会初勝利に貢献。その後の準々決勝でも完投し、チームの柱として活躍した。
2018年10月25日に行われたドラフト会議で横浜DeNAベイスターズに3位指名を受け、11月15日に茨城県神栖市内のホテルで契約金6000万円、年俸1200万円で仮契約を結んだ。背番号は大貫と同じ新日鉄住金鹿島出身で同年限りで引退した加賀繁が背負っていた16に決まった。担当スカウトは河原隆一。

### DeNA時代

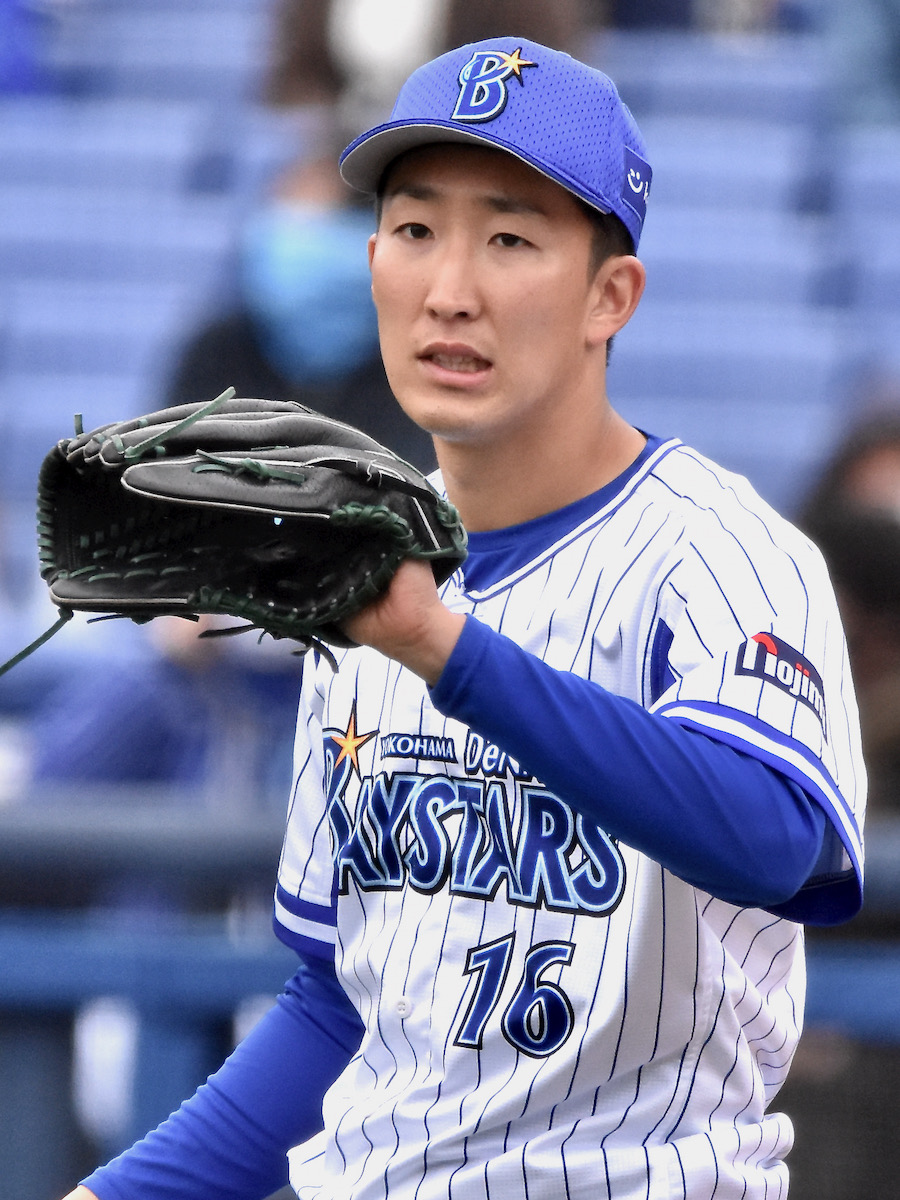
2021年3月7日 横浜スタジアム

2019年は、プロ初の春季キャンプを一軍で迎えると、オープン戦では2試合で9回を自責点0と結果を残し、開幕ローテーション入りを勝ち取った。初先発となった4月4日の東京ヤクルトスワローズ戦（明治神宮野球場）では、3回途中4失点で降板し勝敗はつかなかったが、同11日の阪神タイガース戦（阪神甲子園球場）では5回を5安打1失点でプロ初勝利をつかんだ。シーズンを通じては7度の昇降格を味わうなど、一軍と二軍を行き来する日々が続いたがチーム3位の6勝を記録した。オフの11月からは阪口皓亮、平田真吾、笠井崇正とともにオーストラリアン・ベースボールリーグのキャンベラ・キャバルリーへ派遣された。11月18日、1300万円増となる推定年俸2500万円で契約を更改した。
2020年は、開幕を二軍で迎え、7月2日に一軍に昇格するも、同日の読売ジャイアンツ戦（東京ドーム）で4回2失点、同10日の阪神タイガース戦（甲子園）で1回3失点と不安定な投球が続いた。しかし、中3日で臨んだ7月14日の中日ドラゴンズ戦（ナゴヤドーム）では8回を投げて3安打2失点（自責点1）と好投してシーズン初勝利を挙げると、さらに9月5日の広島東洋カープ戦（MAZDA Zoom-Zoom スタジアム広島）では8安打1失点でプロ初の完投勝利。またこの勝利で自身6連勝を飾った。この年は7月2日の昇格以降はシーズン終了まで一軍の先発ローテーションを守り切り、チームトップの10勝を挙げて自身初の2桁勝利を達成。防御率も2.53と安定感を誇った。12月15日、2750万円増となる推定年俸5250万円で契約を更改した。
2021年は、ホーム開幕戦の3月30日の東京ヤクルトスワローズ戦に初先発し7回1失点の好投を見せるも、8回にリリーフ陣が逆転を許し、勝ち星はつかなかったものの、4月6日の中日戦で初勝利を挙げた。だが、その後不振に陥り4月13日のヤクルト戦から4連敗を喫すると、登録を抹消された。しかし、6月27日の阪神タイガース戦（甲子園）で一軍に復帰すると、そこから5連勝を飾った。最終的には、チーム最多の6勝を拳げるも7敗を喫し負け越したものの、一軍に復帰してからは防御率2.55と安定した投球で、最下位に沈んだチームの先発ローテーションを支えた。11月23日、530万円増となる推定年俸5780万円で契約を更改した。
2022年は、開幕2戦目となった3月26日の広島戦（横浜スタジアム）の先発を任されたが、5回途中7失点で敗戦投手となる。その後、ヤクルト戦で2戦続けて6回2失点と試合は作るものの勝ち星のつかない試合が続き、5月4日の中日ドラゴンズ戦（横浜）で6回を2安打無失点で同年初勝利を挙げた。その後は着実に白星を積み重ね、最終的にチームで唯一開幕から先発ローテーションを守り抜き、自己最多の11勝を記録。防御率も2.77と安定した投球で、今永昇太と左右の軸としてチームの3年ぶりとなるクライマックスシリーズ進出に大きく貢献した。ただし6回に失点して降板するケースが多く、規定投球回に到達できないなど課題も残した。12月1日、3020万円増となる推定年俸8800万円で契約を更改した。
2023年は、2月28日に右三角筋後部繊維肉離れで離脱し、開幕ローテーションから外れる。リハビリを経て、4月22日の広島戦（マツダ）で先発し一軍復帰を果たすが、5回3失点で敗戦投手となる。その後も失点を重ね復調とはいかず一軍登録を外れるが、5月28日の中日戦（バンテリンドーム）では9回途中1失点の好投を見せ、1勝目を飾った。セ・パ交流戦では6月11日のオリックス・バファローズ戦（京セラドーム）と6月17日の千葉ロッテマリーンズ戦（横浜）で登板し2戦2勝を挙げ、チームの交流戦優勝に貢献した。そこから不調も重なり3か月勝ち星から遠ざかっていたが、本拠地最終戦となった10月1日の中日戦では、自身初の完封勝利を挙げ、さらに94球でマダックスも達成した。11月17日、1100万円減となる推定年俸7700万円で契約を更改した。12月6日、翌年から選手会長に就任することが決まった。
2024年は、開幕から内容は悪くないものの勝ち星に恵まれず、4試合目の先発登板となった4月27日のヤクルト戦（神宮）で6回2失点で1勝目を挙げる。6月14日に一旦登録を抹消され、若手投手を含めた他の先発陣との兼ね合いで二軍調整を挟み、2か月ぶりの一軍登板となった8月10日のヤクルト戦（横浜）で7回4失点で4勝目を挙げる。先発調整中だった9月6日の練習中に背中の違和感を訴え、登録抹消される。10月6日の中日戦（バンテリン）が復帰登板となり、7回4安打無失点に抑え自身4連勝でシーズンを終えた。レギュラーシーズン前半は敗戦が続き、先発ローテーションから外れた期間もあったが、最終的には15試合に登板し6勝7敗、防御率2.85という成績だった。巨人と対戦したクライマックスシリーズ ファイナルステージでは第2戦（東京ドーム）に先発し、シーズン最多勝投手の菅野智之相手に5併殺と打線も苦しむが、7回途中まで1失点の好投で接戦を制した。福岡ソフトバンクホークスと対戦した日本シリーズでは第2戦（横浜）の先発を務めたが3回途中5失点で降板し、チームはシリーズ2連敗を喫した。しかし3戦目からチームは3連勝で巻き返し、3勝2敗で迎えた第6戦（横浜）で再び先発を務めると、4点リードの4回に柳田悠岐からバックスクリーンへ本塁打を打たれ4回2失点で降板したがリードは守り抜き、そこから打線の大量得点と救援陣の無失点投球で11対2で勝利し、球団26年ぶりの日本シリーズ制覇を達成した。12月6日、500万円減となる推定年俸7200万円で契約を更改した。

## 選手としての特徴
最速150km/hのストレート、2種類のツーシーム、空振りを狙うスプリットを投球の軸としている。その他の持ち球としてスライダー、カーブ、カットボール、チェンジアップがある。ストレートで押し込み、変化球を多彩に投げ分けゴロを量産する投球が持ち味。
ツーシームは、大学時代に習得したシンカーのように沈ませるボールと、プロ1年目の春季キャンプで習得したシュートのように右打者の胸元に食い込んでいくボールの2種類を投げる。
カットボールは大家友和二軍投手コーチから握りや感覚を教えてもらい、2019年オフのオーストラリア・リーグ遠征の際に精度を高め、苦手としていた左打者への対策として習得した。
チェンジアップは社会人時代にはうまく使いこなせなかったが、今永昇太や濱口遥大ら同僚の使い手にも助言を仰ぎ、投げ方や握りを工夫しつくり上げた。

## 人物
日本体育大学では、3年後輩のチームメイトに松本航、東妻勇輔がいた。2018年のドラフト会議にて、松本は西武から1位指名、東妻はロッテから2位指名を受けており、大貫は「2人とも（指名）順位が自分より上なので、先輩として負けたくない」と語っている。
また、プロ1年目の春季キャンプ中に迎えた誕生日当日には報道陣の前で一発ギャグを披露した。前日に今永昇太から「誕生日だからみんなの前で何かやらされるかもしれないから用意をしておけ」と言われて考えたもので、ギャグを見た三浦大輔一軍投手コーチは「いいキャラやね。あんなキャラなんかな」と笑いながら話した。
チームメイトによるあだ名は「豆苗」。2020年のシーズンからこう呼ばれるようになったが、大貫自身は「あだ名がないよりあったほうがいい」「（由来は）たぶん細いからだと思います」と語っている。
俳優の白又敦と小・中学校時代の幼馴染みで、大貫がプロ初勝利を挙げた試合後に白又からメッセンジャーアプリを通じて祝福を受けたことを、『猫のひたいほどワイド』（tvk、2021年4月8日放送分）で白又が語る。
幼少期からのベイスターズファンであり、本拠地である横浜スタジアムに観戦に訪れたこともあった。

## エピソード
- 2019年6月22日の東北楽天ゴールデンイーグルス戦（セ・パ交流戦、横浜スタジアム）で先発したが、初回の先頭からの打者7人に対して4安打3四球で4失点を喫し、なお無死満塁という場面で降板した。2番手・進藤拓也も流れを止められず、大貫の残した走者を2人返したため大貫の失点は「6」となった。ところがその裏、楽天の先発・古川侑利も制球が安定せず3安打4四球と乱調。DeNAが4点を返し2点差とすると、なおも一死満塁という場面で楽天も先発・古川を諦め戸村健次にスイッチした。しかし、DeNAはその戸村から神里和毅が3点適時二塁打を放ち逆転に成功[53]。この結果、アウトを取れずに降板した大貫の負けが消えることとなった。なお、1回終了時点で試合開始から1時間7分が経過していた[53]。また、試合はその後ももつれ、7回に逆転した楽天が勝利した[54]。

## 詳細情報

### 年度別投手成績
| 年 度     | 球 団     | 登 板 | 先 発 | 完 投 | 完 封 | 無 四 球 | 勝 利 | 敗 戦 | セ 丨 ブ | ホ 丨 ル ド | 勝 率 | 打 者 | 投 球 回 | 被 安 打 | 被 本 塁 打 | 与 四 球 | 敬 遠 | 与 死 球 | 奪 三 振 | 暴 投 | ボ 丨 ク | 失 点 | 自 責 点 | 防 御 率 | W H I P |
| --------- | --------- | ----- | ----- | ----- | ----- | -------- | ----- | ----- | -------- | ----------- | ----- | ----- | -------- | -------- | ----------- | -------- | ----- | -------- | -------- | ----- | -------- | ----- | -------- | -------- | ------- |
| 2019      | DeNA      | 15    | 15    | 0     | 0     | 0        | 6     | 5     | 0        | 0           | .545  | 302   | 66.2     | 81       | 7           | 25       | 3     | 2        | 54       | 1     | 0        | 38    | 37       | 5.00     | 1.59    |
| 2020      | DeNA      | 19    | 19    | 1     | 0     | 1        | 10    | 6     | 0        | 0           | .625  | 452   | 113.2    | 96       | 13          | 29       | 4     | 3        | 81       | 0     | 1        | 34    | 32       | 2.53     | 1.10    |
| 2021      | DeNA      | 22    | 21    | 0     | 0     | 0        | 6     | 7     | 0        | 0           | .462  | 499   | 112.0    | 137      | 9           | 30       | 2     | 3        | 106      | 3     | 0        | 57    | 54       | 4.34     | 1.49    |
| 2022      | DeNA      | 24    | 24    | 0     | 0     | 0        | 11    | 8     | 0        | 0           | .579  | 562   | 136.2    | 126      | 13          | 36       | 2     | 8        | 118      | 4     | 0        | 48    | 42       | 2.77     | 1.19    |
| 2023      | DeNA      | 13    | 13    | 1     | 1     | 0        | 5     | 4     | 0        | 0           | .556  | 304   | 76.1     | 57       | 6           | 18       | 2     | 4        | 55       | 0     | 0        | 27    | 25       | 2.95     | 0.98    |
| 2024      | DeNA      | 15    | 15    | 0     | 0     | 0        | 6     | 7     | 0        | 0           | .462  | 370   | 88.1     | 78       | 6           | 24       | 0     | 4        | 58       | 0     | 1        | 35    | 28       | 2.85     | 1.15    |
| 通算：6年 | 通算：6年 | 108   | 107   | 2     | 1     | 1        | 44    | 37    | 0        | 0           | .543  | 2489  | 593.2    | 575      | 54          | 162      | 13    | 24       | 472      | 8     | 2        | 239   | 218      | 3.30     | 1.24    |

- 2024年度シーズン終了時

### 年度別守備成績
| 年 度 | 球 団 | 投手  | 投手  | 投手  | 投手  | 投手  | 投手     |
| 年 度 | 球 団 | 試 合 | 刺 殺 | 補 殺 | 失 策 | 併 殺 | 守 備 率 |
| ----- | ----- | ----- | ----- | ----- | ----- | ----- | -------- |
| 2019  | DeNA  | 15    | 4     | 9     | 0     | 0     | 1.000    |
| 2020  | DeNA  | 19    | 7     | 22    | 0     | 1     | 1.000    |
| 2021  | DeNA  | 22    | 5     | 17    | 0     | 2     | 1.000    |
| 2022  | DeNA  | 24    | 12    | 23    | 0     | 1     | 1.000    |
| 2023  | DeNA  | 13    | 5     | 8     | 2     | 0     | .867     |
| 2024  | DeNA  | 15    | 13    | 17    | 1     | 3     | .968     |
| 通算  | 通算  | 108   | 46    | 96    | 3     | 7     | .979     |

- 2024年度シーズン終了時
- 各年度の太字はリーグ最高

### 記録
初記録
投手記録
- 初登板・初先発登板：2019年4月4日、対東京ヤクルトスワローズ3回戦（明治神宮野球場）、2回1/3 4失点で勝敗つかず
- 初奪三振：同上、1回裏に青木宣親から空振り三振
- 初勝利・初先発勝利：2019年4月11日、対阪神タイガース3回戦（阪神甲子園球場）、5回1失点
- 初完投勝利：2020年9月5日、対広島東洋カープ16回戦（MAZDA Zoom-Zoom スタジアム広島）、9回1失点
- 初完封勝利：2023年10月1日、対中日ドラゴンズ25回戦（横浜スタジアム）、9回2被安打1死球

打撃記録
- 初打席：2019年4月4日、対東京ヤクルトスワローズ3回戦（明治神宮野球場）、2回表に寺原隼人から一前犠打
- 初安打：2019年4月11日、対阪神タイガース3回戦（阪神甲子園球場）、2回表に秋山拓巳から三前安打
- 初打点：2020年10月13日、対東京ヤクルトスワローズ22回戦（明治神宮野球場）、2回表に高梨裕稔から中犠飛

### 背番号
- 16（2019年[5] - ）